# Discographie de Julien Doré
La discographie de Julien Doré se compose de six albums studio, quatre albums live (dont deux albums acoustiques), 23 singles et 21 clips vidéo.

## Albums

### Albums studio
| Titre                                                   | Meilleur classement | Meilleur classement | Meilleur classement | Meilleur classement | Meilleur classement | Ventes                 | Certifications |
| Titre                                                   | FRA                 | FLA                 | WAL                 | SUI                 | ROM                 | Ventes                 | Certifications |
| ------------------------------------------------------- | ------------------- | ------------------- | ------------------- | ------------------- | ------------------- | ---------------------- | -------------- |
| Ersatz - Sortie : 13 juin 2008 - Label : Jive Records   | 2                   | —                   | 2                   | 4                   | —                   | - : 260 000            | - Platine      |
| Bichon - Sortie : 21 mars 2011 - Label : Columbia       | 4                   | —                   | 4                   | 16                  | 3                   | - : 85 000             | - Or           |
| Løve - Sortie : 28 octobre 2013 - Label : Columbia      | 4                   | —                   | 9                   | 21                  | 4                   | - : 400 000            | - 3 × Platine  |
| & - Sortie : 14 octobre 2016 - Label : Columbia         | 1                   | 80                  | 1                   | 3                   | 1                   | - : 600 000 - : 10 000 | - Diamant - Or |
| Aimée - Sortie : 4 septembre 2020 - Label : Columbia    | 1                   | 121                 | 1                   | 4                   | 1                   | - : 400 000            | - 3 × Platine  |
| Imposteur - Sortie : 8 novembre 2024 - Label : Columbia | 1                   | 54                  | 1                   | 3                   | —                   | - : 100 000            | - 1 × Platine  |

### Albumsliveet acoustiques
| Titre                                                     | Meilleur classement | Meilleur classement | Meilleur classement | Meilleur classement | Meilleur classement | Ventes   | Certifications |
| Titre                                                     | FRA                 | FLA                 | WAL                 | SUI                 | ROM                 | Ventes   | Certifications |
| --------------------------------------------------------- | ------------------- | ------------------- | ------------------- | ------------------- | ------------------- | -------- | -------------- |
| Piano Sølo - Sortie : 17 novembre 2014 - Label : Columbia | 110                 | —                   | —                   | —                   | —                   |          |                |
| Løve Live - Sortie : 9 février 2015 - Label : Columbia    | 11                  | —                   | 12                  | —                   | 28                  |          |                |
| & Live - Sortie : 24 novembre 2017 - Label : Columbia     | —                   | —                   | —                   | —                   | —                   |          |                |
| Vous & moi - Sortie : 2 mars 2018 - Label : Columbia      | 5                   | —                   | 2                   | —                   | 10                  | : 50 000 | Or             |

## Singles
| Titre                                                        | Année | Meilleur classement  | Meilleur classement  | Meilleur classement  | Meilleur classement    | Meilleur classement  | Meilleur classement  | Certifications | Album                             |
| Titre                                                        | Année | Drapeau de la France | Drapeau de la France | Drapeau de la France | Drapeau de la Belgique | Drapeau de la Suisse | Drapeau de la Suisse | Certifications | Album                             |
| Titre                                                        | Année | Ventes               | Télech.              | Stream               | Wal.                   | Nat.                 | Rom.                 | Certifications | Album                             |
| ------------------------------------------------------------ | ----- | -------------------- | -------------------- | -------------------- | ---------------------- | -------------------- | -------------------- | -------------- | --------------------------------- |
| Moi... Lolita                                                | 2007  | 2                    | 1                    |                      | 1                      | 20                   |                      | - Or           | single uniquement                 |
| Les Limites                                                  | 2008  | 15                   | 2                    |                      | 10                     | 48                   |                      |                | Ersatz                            |
| Figures imposées (avec Morgane Imbeaud)                      | 2008  | —                    | —                    |                      | —                      | —                    |                      |                | Ersatz                            |
| Les Bords de mer                                             | 2009  | —                    | —                    |                      | —                      | —                    |                      |                | Ersatz                            |
| Pour un infidèle (avec Cœur de Pirate)                       | 2010  | 1                    | 6                    |                      | 8                      | 43                   | 12                   |                | Cœur de pirate                    |
| Kiss Me Forever                                              | 2011  | 33                   | 33                   |                      | 12                     | —                    | —                    |                | Bichon                            |
| L'Été Summer                                                 | 2011  | —                    | —                    |                      | —                      | —                    | —                    |                | Bichon                            |
| Laisse avril                                                 | 2012  | —                    | —                    |                      | —                      | —                    | —                    |                | Bichon                            |
| Paris-Seychelles                                             | 2013  | 11                   | 11                   |                      | 38                     | —                    | —                    |                | Løve                              |
| On attendra l'hiver                                          | 2014  | 115                  | 115                  |                      | —                      | —                    | —                    |                | Løve                              |
| Chou wasabi (avec Micky Green)                               | 2014  | 15                   | 15                   |                      | 12                     | —                    | 11                   |                | Løve                              |
| Le Lac                                                       | 2016  | 1                    | 1                    |                      | 3                      | 72                   | 4                    | - Platine      | &                                 |
| Sublime & Silence                                            | 2016  | 17                   | 17                   | 101                  | 7                      | —                    | —                    | - Platine      | &                                 |
| Coco câline                                                  | 2017  | 14                   | 14                   | 70                   | 2                      | —                    | —                    | - Diamant      | &                                 |
| Porto-Vecchio                                                | 2017  | 42                   | 42                   | 190                  | 19                     | —                    | —                    | - Platine      | &                                 |
| Midi sur novembre (avec Louane)                              | 2018  | 22                   | 22                   | 151                  | 9                      | —                    | —                    | - Or           | Louane                            |
| La Fièvre                                                    | 2020  | 2                    | 2                    | 73                   | 7                      | —                    | 13                   | - Platine      | Aimée                             |
| Barracuda I                                                  | 2020  | 24                   | 24                   | 191                  | —                      | —                    | —                    |                | Aimée                             |
| Nous                                                         | 2020  | 5                    | 5                    | 45                   | 7                      | —                    | —                    | - Platine      | Aimée                             |
| Kiki                                                         | 2021  |                      |                      | 188                  | 14                     | —                    | —                    | - Or           | Aimée                             |
| Waf                                                          | 2021  |                      |                      | —                    | 15                     | —                    | —                    | - Or           | Aimée                             |
| La bise                                                      | 2021  |                      |                      | —                    | —                      | —                    | —                    |                | Aimée                             |
| Larme fatale (avec Eddy de Pretto)                           | 2021  |                      |                      | —                    | —                      | —                    | —                    | - Or           | Aimée encore (réédition de Aimée) |
| Pourvu qu'elles soient douces                                | 2024  | -                    | -                    | -                    | -                      | —                    | -                    |                | Imposteur                         |
| Toutes les femmes de ta vie                                  | 2024  | -                    | -                    | -                    | -                      | —                    | -                    |                | Imposteur                         |
| Ah ! Les crocodiles                                          | 2024  | -                    | -                    | -                    | -                      | —                    | -                    |                | Imposteur                         |
| Les Démons de minuit                                         | 2024  | -                    | -                    | -                    | -                      | —                    | -                    |                | Imposteur                         |
| Un homme heureux (avec Francis Cabrel)                       | 2025  | -                    | -                    | -                    | -                      | —                    | -                    |                | Imposteur                         |
| « — » indique que le single n'a pas été classé dans le pays. |       |                      |                      |                      |                        |                      |                      |                |                                   |

## Autres chansons

### Reprises
- 2007 : You Really Got Me - EP Moi... Lolita
- 2008 : Mes mains sur tes hanches sur l'album Le Bal des gens bien en duo avec Salvatore Adamo
- 2010 : Anne cherchait l'amour (Elli Medeiros et Jacno), album Nouvelle Vague, Couleurs sur Paris
- 2012 : Marina avec Chico and the Gypsies, album Chico & the Gypsies ... & Friends
- 2013 : La Javanaise pour la BO du film Bird People
- 2014 : Que reste-t-il de nos amours ? (Charles Trenet) pour le film Nos souvenirs
- 2014 : Week-end à Rome (Étienne Daho) - Piano SØLO
- 2014 : Mal comme (Christophe) - Piano SØLO
- 2015 : J'aime les filles (Jacques Dutronc)
- 2015 : La femme est l'avenir de l'homme (Jean Ferrat)
- 2018 : Africa  avec Dick Rivers
- 2018 :  Amoureuse avec Véronique Sanson sur l'album Duos Volatils
- 2018 : Aline de Christophe
- 2019 :  La Dolce Vita (Christophe) en duo sur Christophe etc... Volume 2

## Clips vidéo
| Titre                                        | Année | Réalisateur(s)                 | Album          |
| -------------------------------------------- | ----- | ------------------------------ | -------------- |
| Moi... Lolita                                | 2007  | NC                             | —              |
| Les Limites (Julien chante / Patricia danse) | 2008  | NC                             | Ersatz         |
| Les Limites (Julien chante / le Barbu danse) | 2008  | NC                             | Ersatz         |
| Les Limites (Julien danse / Patricia chante) | 2008  | NC                             | Ersatz         |
| Les Figures imposées                         | 2008  | NC                             | Ersatz         |
| Les Bords de mer                             | 2009  | NC                             | Ersatz         |
| Pour un infidèle                             | 2010  | NC                             | Cœur de pirate |
| Kiss Me Forever                              | 2011  | NC                             | Bichon         |
| L'Été summer                                 | 2011  | NC                             | Bichon         |
| Laisse avril                                 | 2012  | NC                             | Bichon         |
| Paris-Seychelles                             | 2013  | Julien Doré, Gaëtan Chataigner | Løve           |
| On attendra l'hiver                          | 2014  | Julien Doré                    | Løve           |
| Chou wasabi                                  | 2014  | Julien Doré, Fabrice Laffont   | Løve           |
| Que reste-t-il de nos amours ?               | 2015  | NC                             | Les Souvenirs  |
| Le Lac                                       | 2016  | Julien Doré, Brice VDH         | &              |
| Sublime & Silence                            | 2016  | Julien Doré, Brice VDH         | &              |
| Coco câline                                  | 2017  | Julien Doré, Brice VDH         | &              |
| Porto-Vecchio                                | 2017  | Julien Doré, Brice VDH         | &              |
| Africa (Battle Karaoke)                      | 2018  | Julien Doré, Brice VDH         | Vous & moi     |
| La Fièvre                                    | 2020  | Julien Doré, Brice VDH         | Aimée          |
| Barracuda II                                 | 2020  | Julien Doré, Brice VDH         | Aimée          |
| Nous                                         | 2020  | Julien Doré, Brice VDH         | Aimée          |
| Kiki                                         | 2021  |                                | Aimée          |
| Palmiers en hiver (duo avec Marie-Flore)     | 2023  | Bastien Sablé                  | /              |

## Crédits d'auteur
- 2009 : Helsinki (Pap Deziel) en duo avec Mélanie Pain
- 2010 : Via Da Te en duo avec Davide Esposito (duo en italien)
- 2010 : Soleil bleu, texte et musique de Julien Doré en duo avec Sylvie Vartan sur l'album Soleil bleu
- 2010 : B.O. du film Holiday de Guillaume Nicloux, paroles et musique de Julien Doré, album Columbia de 2010, 21 titres
- 2011 : Les Dégâts, texte de Julien Doré, musique de Julien Clerc, titre chanté par J. Clerc sur l'album Fou, peut-être
- 2012 : Normandia, texte et musique de Julien Doré, album L'amour fou de Françoise Hardy
- 2014 : Je t'attendrai, texte de Julien Doré, musique de Darko, album Rester vivant de Johnny Hallyday.
- 2017 : Midi sur novembre , texte et musique de Julien Doré, album Louane de Louane
- 2017 : Nuit Pourpre, texte et musique de Julien Doré, album Louane de Louane